# ダーラニンドラヴァルマン2世
ダーラニンドラヴァルマン2世（ダーラニンドラヴァルマンにせい、クメール語: ធរណីន្ទ្រវរ្ម័នទី២）は、クメール王朝（現在のカンボジア付近）の王である（在位：1150年 - 1160年）。先王スーリヤヴァルマン2世の従兄弟にあたる。